# Barnidipine
La barnidipine est une dihydropyridine antagoniste du calcium. Elle est indiquée contre l'hypertension.